# 野下史織
野下 史織（のした しおり、1992年12月24日 - ）は、九州朝日放送の情報番組『アサデス。』の「スポーツきらり」というスポーツコーナー担当キャスター。かつては、NHK岡山放送局の契約キャスターであった。

## 人物
福岡県北九州市出身。小倉高等学校、青山学院大学卒業。大学在学時、フジテレビのアナウンサートレーニングに通った。
2016年4月にNHK岡山放送局に契約社員として入社し、同局の冠番組、『岡山ニュースもぎたて!』のキャスターなどで活躍。2017年1月に同局を退社した。
退社後、九州朝日放送に転職。産前産後休業に入る同局の山﨑萌絵の代役（尚、野下にとって山崎は小倉高の先輩にあたる）として、『アサデス。』スポーツコーナーに出演をする。

## 現在の出演番組
- アサデス。
- Sentir Saudade!（CROSS FM）

## 過去の出演番組
- 岡山ニュースもぎたて!
- ホークスじゃんじゃん